# ゴードン・ハミルトン
ゴードン・ハミルトン(Amy Gordon Hamilton、1892年12月26日 - 1967年3月10日)は、アメリカの女性ケースワーカー。ニュージャージー州テナフライの生まれ。1930年代から1950年代初頭に至るまで、先達のM.E.リッチモンド（M.E.Richmond）が個別の社会的困窮者を支援するための社会福祉の実践方法として考えた「ケースワーク（casework）」を理論的・科学的に整理し、ケースワークの理論形成と社会事業方法論を大学のカリキュラムに導入した功績が高く評価されている。

## 経歴
プリンマーカレッジを卒業した後、コロラドスプリングスの赤十字ホームサービスに勤務（1917〜20年）。『社会的診断論』で有名なメアリー・E・リッチモンド(Richmond, M.E.)に出会い、ニューヨークの慈善団体協会（COS）のケースワーカーおよび研究者として働いた（1920年　- 23年）。1923年からは、コロンビア大学で教える傍ら、ニューヨークソーシャルワークスクール（NYSSW、1923年 - 57年、この学校はのちにコロンビア大学ソーシャルワーク学部となる）でも教鞭をとった。ニューヨークの長老派病院で社会福祉の副所長および研究の顧問を務めた（1925年 - 32年）。ゴードン・ハミルトンは豊富な臨床経験・援助体験を持っているだけではなく、社会福祉活動やケースワークの方法論を普及させるための教育活動や調査研究にも力を入れていた。ハミルトンはそれまで経験や勘（直感）に頼りがちだった社会福祉援助のケースワークに、「科学的根拠・専門的対応・理論的体系」を導入することに尽力した。連邦救済機関と協力し、大恐慌時に第1回連邦緊急救済局のトレーニングプログラムの確立を支援した。無宗派の難民組織の創設に失敗した後、キリスト教難民委員会に加わり、チャーチワールドサービスと協力し、国連救済復興局（第二次世界大戦後）のスタッフおよびコンサルタントを務め、ユダヤ人保護者委員会（1947年 - 50々）の研究コンサルタントも務めた。1956年創刊のソーシャルワーク・ジャーナルの最初の編集長で1962年まで編集長の任にあった。1953年には、スミス大学から人文科学の名誉博士号を、1955年にはコロンビア大学から法学の名誉博士号を授与されている。1967年3月10日、カナダのブリティッシュコロンビア州で死去。生涯を通じて呼吸器疾患に苦しんでいた。

## 著書
- 『診断主義的ケースワーク』（diagnostic casework）
- 『ケースワークの理論と実際（Theory and Practice of Social Casework）』1940年, 改版1951年(邦訳　有斐閣　1960年)
- The Underlying Philosophy of Social Casework 1941年
- Principles of Social Case Recording 1946年
- 『児童ケースワークと心理療法』(Psychotherapy In Guild Guidance) 1947年(邦訳　川島書店　1977年-78年)